# 田中國重
田中國重（1870年1月18日—1941年3月9日），日本军事人物。

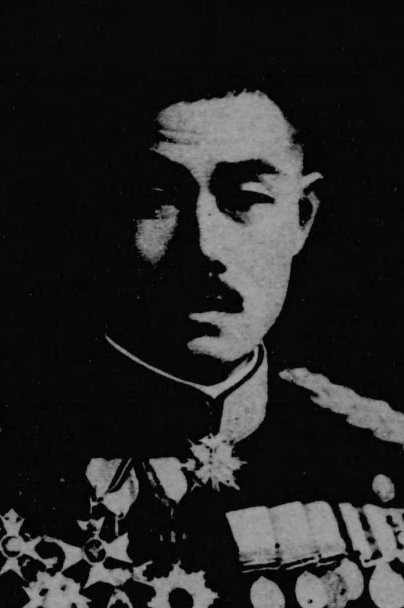
田中国重

1893年7月25日毕业于陆军士官学校第4期骑兵科。1900年，毕业于陆军大学校第14期。1918年7月24日晋升陆军少将，担任第15师团长，近卫师团长。1926年7月28日以日軍陸軍近衛師團中將團長身分前往台灣擔任台灣軍司令官，1928年8月10日調任日本軍事參議官，晋升陆军大将。